# Gustav Reinhold Taubenheim

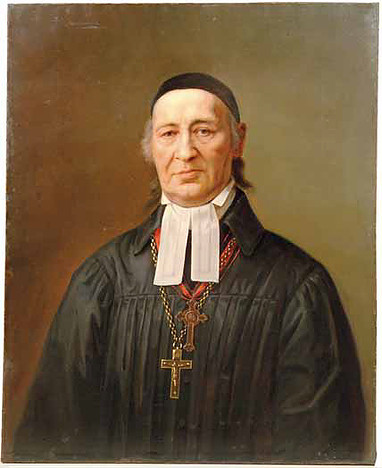
Gustav Reinhold Taubenheim, Amtsporträt mit Goldenem Prediger-Brustkreuz und Kreuz zum Gedächtnisse des vaterländischen Krieges von 1853 bis 1856

Gustav Reinhold Taubenheim (* 21. Mai 1795 in Muddis, estnisch Moe; † 17. August 1865 in Sankt Petersburg) war ein deutsch-baltischer lutherischer Geistlicher.

## Leben
Gustav Robert Reinhold Taubenheim war Sohn von Berend Wilhelm Taubenheim, Arrendator (Gutsverwalter oder Gutspächter) in Muddis. Nach dem Besuch der Kreisschule und dann von 1811 bis 1815 des Gustav-Adolf-Gymnasiums in Reval studierte Taubenheim von 1817 bis 1820 Theologie an der Kaiserlichen Universität Dorpat und wurde für seine Leistungen dort 1819 mit der silbernen Preismedaille ausgezeichnet. 1823/24 war er als Oberlehrer für Religion und die Griechische und Hebräische Sprache am Gymnasium in Riga tätig. Von 1825 bis 1834 war er Prediger bzw. Pastor in Alexandershöhe (lettisch: Aleksandra Augstums) bei Riga und wurde dann 1834 Pastor an der St.-Petri-Kirche in Sankt Petersburg, wo er bis zu seinem Lebensende als Seelsorger blieb. Nebenher wirkte er als Lehrer an der St. Petri-Schule und von 1846 bis 1865 als Religionslehrer am Nikolai-Waiseninstitut. Sankt Petersburg war Sitz des Evangelisch-Lutherischen General-Konsistoriums. Seit 1834 war Taubenheim Konsistorialassessor und damit einer der Assistenten des Generalsuperintendenten; 1859 wurde er zum Konsistorialrat im St. Petersburgischen Konsistorial-Bezirk ernannt.
Taubenheim heiratete am 7. August 1831 in Reval Leontina Amalie Hoepner.

## Mitgliedschaften
Zum Ende seiner Rigaer Zeit wurde er zum Initiator und Mitstifter der Gesellschaft für Geschichte und Altertumskunde der Ostseeprovinzen Russlands und war 1833/1834 als Sekretär im Vorstand der Gesellschaft. 1850 wurde er zum Ehrenmitglied dieser Gesellschaft ernannt.

## Schriften
- Einiges aus dem Leben M. Joh. Lohmüllers, ein Beitrag zur Reformationsgeschichte Livlands, von Gustav Reinhold Taubenheim ... Einladungsschrift zur dritten Secularjubelfeier der Augsburger Confession ..., Häcker, 1830 (Digitalisat)

- Einundzwanzig geistliche Lieder und Gesänge nach bekannten Choral-Melodien, nebst einem Anhang von acht Versuchen in gebundener Rede am hundertjährigen Gedächtnißfeste der Deutschen Hauptschule zu St. Petri, dem 1. October 1862, Gedruckt bei Gebrüder Krug, St. Petersburg 1862